# التامري
التامري هي جماعة قروية بعمالة أكادير إداوتنان في جهة سوس ماسة جنوب المغرب، وهي تضم 577 18 نسمة، حسب الإحصاء العام للسكان والسكنى لسنة 2014. ويقع مركز الجماعة على الطريق الوطنية رقم 1، وتتميز التامري بإنتاج الموز والرمان واليقطين الأحمر وبتوفرها على أشجار الأركان.
التامري هي أول منطقة غرست بها أول شجرة موز بالمغرب، حيث يروي أن أوروبيا في زمن الاستعمار أهدى شجرة موز إلى القايد سعيد، وهو أحد شيوخ الجماعة. كما تعرف منطقة "زاوية سيدي محند اوشن" والتابعة لجماعة التامري بتنظيمها بالموسم، وهو موسم تجاري ثقافي، وذلك أواسط شهر غشت، حيث يشتهر هذا الموسم بعروض الفروسية.

## الأحياء والدواوير
| الأحياء                     | الدواوير | الدواوير | الدواوير |
| --------------------------- | --- | --- | --- |
| - مركز التامري - حي بواركان | - دوار إد أوشن - دوار إد بحموش - دوار تسيلا - دوار إمينتغولا - دوار أيت سكري - دوار تزمورت - دوار أكراز - دوار إد براس - دوار تورارين | - دوار محمود - دوار إد الرايس - دوار تماسنين - دوار أكضي نايت عامر - دوار تيكيوين - دوار إمزوغن - دوار توفسرين - دوار أوݣار | - دوار برج الضو - دوار تيكرت - دوار موكناري - دوار أغروض - دوار إمي ودار - دوار تمزغوين - دوار آكراز - دوار اوݣار |

## التعليم
قائمة المؤسسات التعليمية في جماعة التامري:
- مدرسة أيت تامر
- مجموعة مدارس المنار(المركزية: تامري / الوحدات: ادوشن - تسيلا)
- م.م تماسنين اضوران
- مجموعة مدارس النخيل (المركزية: تيكيوين / الوحدات: سيدي عبد الرحمان - أكضي نايت عامر - إدواحمان - إمزوغن - توفسرين)
- مجموعة مدارس سيدي يعقوب (المركزية: الزاوية / الوحدات: إمينتغولا - تزمورت - أكراز)
- مجموعة مدارس سيدي أبو داود (المركزية: تورارين / الوحدات: تمزغوين - أدرار - تينيرت )
- مجموعة مدارس أغروض (المركزية: أغروض)
- المدرسة الجماعاتية تكزرين (المركزية: تكزرين / الوحدات: أبودرارن - اداوحوا - ايت خميس)

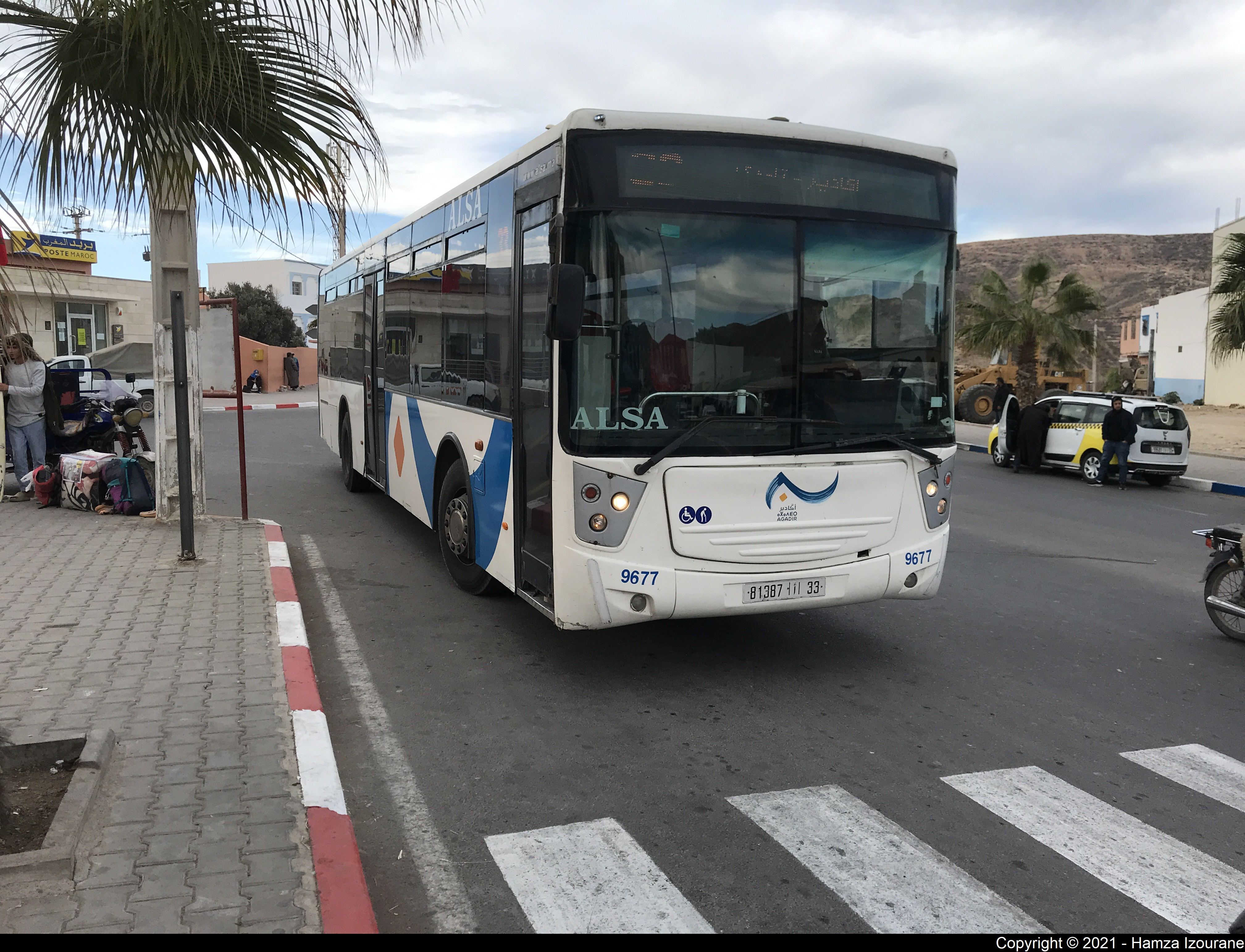
الخط رقم 33 الرابط بين مركز التامري والباطوار بأكادير

- الثانوية الاعدادية الزيتون
- الثانوية التأهيلية أهل سوس

## النقل والطرق
يُمكن الوصول لمركز التامري إنطلاقاً من الباطوار بأكادير إما عبر سيارات الأجرة الكبيرة بسعر 25 درهم، أو عبر حافلات ألزا، حيث يعمل الخط رقم 33، والرابط بين الباطوار بأكادير ومركز التامري بسعر 9 دراهم.